# Conseil de la Couronne (Empire allemand)
Pour les articles homonymes, voir Conseil de la Couronne.
Le Conseil de la Couronne impériale est une réunion gouvernementale convoquée à l'initiative du roi de Prusse, empereur allemand, afin de définir la politique du Reich dans un domaine spécifique. 
Réunion non prévue par la Constitution impériale, cette rencontre se déroule le plus souvent sous la coprésidence de l'empereur et du chancelier impérial ; des membres du cabinet y participent en fonction des thèmes abordés. 